# George Turner (politikus)
George Turner (Edina, 1850. február 25. – Spokane, 1932. január 26.) az Amerikai Egyesült Államok Washington államának szenátora.